# Émile Mpenza
Eka Basunga Lokonda "Émile" Mpenza (Brüsszel, 1978. július 4. –) belga válogatott labdarúgó, legutóbb az azerbajdzsáni Neftchi Baku támadója volt. Testvére, Mbo Mpenza szintén focista volt, 2008-ban visszavonult.

## Pályafutása klubszinten
Émile pályafutását a KV Kortrijk csapatánál kezdte, ezek után a RE Mouscron klub volt a következő állomása. Mindkét klubban testvérével, Mbo-val játszott együtt.
2000-ben a Bundesligában szereplő Schalke 04-hez szerződött, honfitársa, Marc Wilmots is a klub játékosa volt, akkoriban elég sikeres volt a gelsenkircheni gárda, Émile Német kupát nyert a csapattal, a bajnoki címet az utolsó fordulóban bukták el.
Három évvel később a csatár visszatért hazájába, ezúttal a Standard Liège csapatát erősítette.
A 2004-05-ös szezonban ismét Németországba szerződött 2.5 millió euróért, a Hamburg gárdáját erősítve.
2006-ban nagy meglepetés volt mindenki számára, amikor a támadó Katarba, az Al Rayyan klubjához igazolt.

### A Manchester Cityben
2007. február 14-én írta alá a szerződését a Manchester City egyesületéhez.
"Nem vagyok erre kész, de bizonyítani fogok Manchesterben"–mondta Émile a belga Bel-RTL rádióműsorában. "Ezt a lépést azért teszem meg, mert ez egy bosszú, mindazok számára, akik bírálták a katari döntésemet".
Émile végül a Wigan Athletic ellen debütált, a görög Jórgosz Szamarász helyére állt be.
Ezután egy góllal vette ki részét a Middlesbrough legyőzésében, melyet csapata 2-0-ra nyert meg, majd az ő nevéhez fűződött a Newcastle elleni találat is.
Aztán gólt szerzett a Tottenham Hotspur ellen idegenben, de végül csapata alulmaradt a mérkőzésen.
2008 júliusában csapatával nem hosszabbította meg a szerződését.

### A City után
A szezon elején, 2008. szeptember 2-án írt alá az angol másodosztályú Plymouth Argyle klubjához.
A Norwich City ellen kapott először lehetőséget, a 70. percben állt be.
Első gólját a Charlton Athletic ellen szerezte, a mérkőzés 2-2-es döntetlennel fejeződött be. Később betalált a Cardiff City kapujába is, megszerezve a döntő gólt. Ezek után Émile megsérült, és a klub nem volt hajlandó meghosszabbítani a szerződését.
A 2009-10-es szezonban a csatár Svájcba igazolt, az FC Sion csapatánál próbált szerencsét.
Visszanyerte régi formáját, 32 mérkőzésen 21 gólt szerzett.
2010 augusztusában folytatta vándorlását, az azerbajdzsáni Neftçi Baku klubjához írt alá 3 évre.

## Pályafutása válogatott szinten
Émile már 1997 óta tagja a belga válogatottnak. Sorozatos sérülései miatt számos kihagyásra kényszerült, többek között nem lehetett ott a 2002-es világbajnokságon, azonban részt vett a 2000-es Európa-bajnokságon, ahol a svédek ellen ő rúgta a belgák első gólját, és az 1998-as világbajnokságon szereplő keretben is részt vett.

## Sikerei, díjai

### Schalke 04
- Német kupagyőztes: 2000–01, 2001–02

### Hamburg SV
- Intertotó-kupa-győztes: 2005

### Neftchi Baku
- Premyer Liqası-győztes: 2010–11